# Llanfair Waterdine
Llanfair Waterdine est une paroisse civile et un village du Shropshire, en Angleterre.